# Union Movement

Drapeau d'Union Movement.

Le Union Movement était un parti politique britannique d'inspiration fasciste fondé en 1948 par Oswald Mosley. Il faisait suite à la British Union of Fascists interdite pendant la Seconde Guerre mondiale.
En 1948, Mosley crée un nouveau parti fasciste appelant à un nationalisme paneuropéen et au rejet de l'immigration, source de criminalité et de déviances sexuelles selon lui. L'idéologie de ce parti se veut selon son fondateur « une synthèse des meilleurs éléments du fascisme et de la vieille démocratie auxquels s'ajoutent des idées nouvelles adaptées à la nouvelle époque ». Très anticommuniste, il a renoncé officiellement à l'antisémitisme. Le parti ne réussit pas à percer dans les élections, ne compte que quelques milliers d'adhérents et reste marginal.

## Activités de Mosley d'après-guerre
Ayant été le dirigeant de l'Union britannique des fascistes (BUF) avant la Seconde Guerre mondiale, on s’attendait à ce que Mosley revienne ensuite à la tête de l'extrême droite. Cependant, Mosley reste en dehors de l'arène politique de l'après-guerre et se tourne plutôt vers l'écriture pour publier son premier ouvrage, My Answer (1946), dans lequel il soutient qu'il avait été un patriote qui avait été injustement puni par son internement en vertu du règlement de défense 18B. Dans cet article et dans son suivi de 1947, The Alternative, Mosley commença à plaider en faveur d'une intégration beaucoup plus étroite entre les nations européennes, le début de sa campagne "Europe a Nation", qui visait à forger une Europe unie forte pour contrebalancer le pouvoir croissant de les USA et l'URSS.

## Europe a nation
Mosley a perçu une croissance linéaire dans l’histoire britannique et a vu dans l’Europe une nation comme le point culminant de ce destin. Par conséquent, il a soutenu que cela "faisait partie d'un processus organique de l'histoire britannique", comme la Grande-Bretagne s'était unie en une seule nation, et que son destin national était de réunir le continent tout entier.
Il a en outre envisagé un système de gouvernement à trois niveaux dirigé par un gouvernement européen élu pour organiser la défense et l'économie corporatiste. La continuation des gouvernements nationaux et une collection de gouvernements locaux étaient toujours considérés comme nécessaires, au nom d'identités indépendantes.
Les idées de Mosley n'étaient pas nouvelles en tant que telles, car les concepts de Nation Europa et d'Eurafrika (la même idée ne concernait que certaines parties de l'Afrique du Nord faisant partie des secteurs naturels de la sphère d'influence traditionnelle de l'Europe, une idée que Mosley lui-même estimait méritante) se développaient déjà dans la clandestinité allemande de l'après-guerre, alors que la République sociale italienne de 1944 de Benito Mussolini était revenue aux sources du fascisme avec la tentative d'un système économique corporatiste pendant sa brève existence. Néanmoins, Mosley fut le premier à exprimer ses idées en anglais et il ne fut pas étonnant qu'il revint à un activisme politique approprié en 1948. Ces projets devaient constituer la base du programme politique de l'Union Movement.

## Formation de l'Union Movement
Après la libération des fascistes internés à la fin de la Seconde Guerre mondiale, un certain nombre de groupes d'extrême droite ont été formés. Ceux-ci étaient souvent virulemment antisémites et essayaient de capitaliser sur les événements violents se déroulant en Palestine. De grandes réunions ont été organisées dans des quartiers juifs de l'est de Londres et ailleurs, souvent violemment dispersées par des groupes antifascistes tels que le 43 Group. Cinquante-et-un groupes distincts ont été unis sous la direction de Mosley au sein du Union Movement (UM), lancé lors d'une réunion à Farringdon Hall, à Londres, en 1948. Cependant, les quatre groupes principaux étaient ceux de Anthony Gannon, la Ligue britannique des ex-militaires et des femmes de Jeffrey Hamm. L'Imperial Defence League, l'Union pour la liberté britannique de Victor Burgess et Horace Gowing et les Fils de Saint George de Tommy Moran, tous dirigés par des hommes de l'ex-BUF. Francis Parker Yockey, un des premiers membres de l’équipe, était venu en Angleterre pour solliciter l’aide de Mosley lors de la publication de ses écrits. Yockey dirigea brièvement la section de contact européen de l'UM, bien qu'il soit parti assez rapidement après une brouille avec Mosley.
Union Movement est également connue pour ses tentatives de recruter des Irlandais vivant en Grande-Bretagne. Mosley rédige en 1948 un pamphlet intitulé Ireland's Right to Unite when entering European Union. Il existait également des liens entre l'UM et le parti nationaliste et pro-fasciste irlandais Ailtirí na hAiséirghe (Architectes de la Résurrection) et Mosley avait écrit des articles pour son journal Aiséirghe.
Mosley est resté un critique de la démocratie libérale et l'UM a plutôt vanté un exécutif fort que les gens pourraient approuver ou rejeter par le biais de référendums réguliers, avec un pouvoir judiciaire indépendant en place pour nommer des remplaçants en cas de rejet. Le parti a défilé devant Camden cette même année devant 1 500 partisans, avant de contester les élections locales de l'année suivante à Londres. Cependant, en dehors de Stepney et Bethnal Green où il y avait un certain soutien, l'UM a obtenu de très mauvais résultats aux urnes et n'a obtenu aucune représentation. Après cela, le l'Union Movement a cessé d’être un parti politique important et la participation aux réunions a diminué jusqu’à devenir négligeable. Désillusionné par l'opposition sévère à laquelle l'UM était confronté, et avec son style de politique de rue exposé comme un peu dépassé, Mosley s'est exilé de lui-même en Irlande, laissant l'UM languir.
Membre du l'Union Movement, F.B. Price-Heywood fut élu conseiller municipal de Grasmere, Lake District, Cumbria, lors des élections municipales de 1953, mais ce fut un succès rare pour le parti et UM ne remporta aucun siège au Parlement
L'Union Movement a publié plusieurs hebdomadaires et magazines mensuels, dont Union, Action (également le titre de l'hebdomadaire d'avant-guerre du New Party et de l'Union britannique des fascistes), Attack, Alternative, East London Blackshirt, The European et National European.

## Tensions raciales et retour de l'UM
Après la loi de 1948 sur la nationalité britannique, l'immigration a fortement augmenté, en particulier en provenance des États nouvellement indépendants du Commonwealth et, dans une moindre mesure, en provenance des colonies. Au début des années 50, l'immigration était estimée entre 8 000 et 10 000 par an, mais elle était passée à 35 000 par an en 1957. Les perceptions à l'égard des nouveaux travailleurs migrants étaient souvent opposées et stéréotypées, bien que le Parti conservateur, malgré les opinions privées de certains de ses membres, était réticent à en faire un problème politique, de peur d’être perçu comme un parti faisant de la récupération politique.[pas clair]. Des troubles mineurs se sont produits en 1958 à Notting Hill (à la suite d'un rassemblement de Mosley) et à Nottingham, avec des affrontements entre groupes raciaux, un nouveau phénomène en Grande-Bretagne. Les nouvelles incertitudes ont ravivé l’UM et Mosley est réapparu pour se porter candidat aux élections de 1959 à Kensington-Nord (qui comprenait Notting Hill), ses premières élections législatives depuis 1931. Mosley a fait de l’immigration son enjeu de campagne, combinant des appels au rapatriement assisté histoires sur la criminalité[pas clair] et la déviance sexuelle des Noirs, un thème récurrent de l'époque. La part de 8,1% du vote, une humiliation personnelle pour un homme qui espérait toujours être appelé à occuper le poste de Premier ministre un jour, bien que le Royaume-Uni dans son ensemble ait été encouragé par le problème de l'immigration, qu'il considérait comme le prochain grand problème de la politique britannique.
En avril 1965, Mosley tenta de prouver que l'UM et lui-même n'étaient pas racistes en formant un "mouvement associé" pour les minorités ethniques qui souscrivait à sa politique, notamment au rapatriement avec assistance financière des immigrants dans leur pays d'origine. Le groupe était dirigé par un avocat indien et un pilote de ligne africain, mais sa vie a été de courte durée.

## Dimension européenne

Les signataires de la conférence de Venise le 4 mars 1962 sont de gauche à droite : Jean Thiriart de Jeune Europe, Adolf von Thadden du Parti impérial allemand, Oswald Mosley de l’Union Movement, un inconnu, Giovanni Lanfre du Mouvement social italien.

Parallèlement à sa politique intérieure, Mosley a poursuivi ses efforts pour atteindre son objectif "L'Europe comme nation". En 1962, il a participé à une conférence à Venise où il a contribué à la création d'un Parti national de l'Europe aux côtés des Allemands du Sozialistische Reichspartei, des Belges du Mouvement d'action civique et de Jeune Europe puis le Mouvement social italien (MSI). Adoptant le slogan "Progrès - Solidarité - Unité", le mouvement avait pour objectif de travailler étroitement en faveur d’une unité plus étroite des États européens, bien qu’en fin de compte, il en soit résulté que seule l’Initiative mutuelle multilatérale[Quoi ?] ait eu du succès sur son territoire. Ce groupe a remplacé l'ancien Mouvement social européen dans lequel Mosley avait également été impliqué. L'Union Movement elle-même n'a pas joué un rôle actif sur la scène européenne, bien qu'elle ait contribué à mettre en branle une coopération entre des groupes de même opinion à travers l'Europe, qui s'est poursuivie avec le Front national européen (aujourd'hui défunt).

## Derniers jours de l'Union Movement
Mosley s'est de nouveau présenté aux élections de 1966, cette fois dans la circonscription de Shoreditch et Finsbury. Toutefois, ne recueillant que 4,6% des suffrages, Mosley a par la suite perdu tout intérêt et a effectivement quitté les lieux, bien qu’il soit toujours officiellement leader de l’UM jusqu’en 1973. Le mouvement, de plus en plus marginalisé, a perduré jusque dans les années 1970, toujours en faveur de l’Europe des nations, mais elle n’a pas eu d’influence réelle et n’a pas réussi à obtenir un soutien par sa politique assez inhabituelle.

## L'Union Movement après Mosley
Un bref réveil semblait possible après que l'UM ait été renommée Action Party en 1973, nom sous lequel il avait disputé six sièges lors de l'élection du conseil municipal de Londres. Sous la direction de Jeffrey Hamm, le parti espérait une sorte de renaissance, bien qu'il ait été sérieusement endommagé en 1974 lorsque le membre dirigeant, Keith Thompson, et ses partisans se sont séparés pour former la Ligue de Saint-George, un mouvement non-parti qui, selon eux, était la vraie continuation des idées de Mosley. Avec une partie importante de ses membres perdue depuis longtemps devant le National Front, le parti Action a abandonné la politique électorale et, en 1978, est devenu la Société de l'action, qui a joué le rôle de maison d'édition plutôt que de parti politique.
Le groupe a continué jusqu'à la mort de Hamm en 1994, après quoi le financement de la veuve de Mosley, Diana Mitford, a été retiré. L'Action Society a été discrètement dissoute, représentant la fin de l'Union Movement en tant que présence dans la politique britannique.